# پیش‌زمینه و علل انقلاب ۱۳۵۷ ایران
انقلاب ۱۳۵۷ ایران یک انقلاب عوام‌گرایانه، ملی‌گرایانه و اسلامی شیعی بود که یک نظام پادشاهی مشروطه را با یک تئوکراسی مبتنی بر ولایت فقیه جایگزین کرد.
علل انقلاب، یعنی این که چرا محمدرضا شاه پهلوی سقوط کرد و چرا با جمهوری اسلامی جایگزین شد، از جمله موضوعات بحث در خصوص تاریخ ایران هستند. انقلاب تا حدی واکنشی محافظه‌کارانه به تلاش‌های غرب‌گرایانه و سکولاریزاسیون شاهِ مورد حمایت غرب، و واکنش نه‌چندان محافظه‌کارانه به بی‌عدالتی اجتماعی و ناتوانی‌های این حکومت بود. بسیاری از ایرانیان شاه را مدیون –اگر نه یک عروسک خیمه‌شب‌بازی– به یک قدرت غیر مسلمان غربی (ایالات متحده آمریکا) می‌پنداشتند؛ که فرهنگش داشت فرهنگ ایران را آلوده می‌کرد.؛ همچنین دچار ناتوانی کارکردی بود –یک برنامهٔ اقتصادی بیش از حد جاه‌طلبانه را دنبال می‌کرد که تنگناها و کمبودهای اقتصادی و تورم را به همراه می‌آورد.

## پیش زمینه ۱۹۰۶–۱۹۷۷
روحانیون شیعه (یا علما) بر اکثریت ایرانیان، که دارای گرایش مذهبی، سنتی و مخالف هر گونه فرایند غربی سازی بودند، اثرگذاری قابل توجهی داشته‌اند. روحانیون قدرت خود به عنوان یک نیروی قوی سیاسی را اول بار با مخالفت با شاه وقت ایران در نهضت تنباکوی ۱۸۹۱، که موفق شد امتیازی مبنی بر انحصار خرید و فروش تنباکو در ایران را که شاه به یک شرکت بریتانیایی اعطا کرده بود، لغو کند  نشان دادند. از نظر برخی، این رخداد نشان داد که علمای شیعه «یکی از خطوط دفاعی ایران» در برابر استعمار بودند.

### رضا شاه
دودمانی که انقلاب آن را برانداخت – دودمان پهلوی – به خاطر یکه‌سالاری اش، تمرکزش بر مدرن‌سازی و غرب‌گرایی و نیز بی‌توجهیش به مفاد مذهبی و دموکراتیک قانون اساسی مشروطه شهره بود.
رضاشاه ، ژنرال ارتش، که از سوی مورخان معاصر پدر بنیانگذار ایران مدرن تلقی می‌شود، قوانین اسلامی را با قوانین غربی جایگزین کرد، و البسه سنتی اسلامی، تفکیک جنسیتی وحجاب زنان را ممنوع کرد. زنانی که در برابر ممنوعیت حجاب علنی مقاومت کردند چادربه زور از سرشان برداشته و پاره شد.
در سال ۱۹۳۵، اعتراضات شیعیان در حرم امام رضا در مشهد به دستور او سرکوب، چند ده نفر کشته و صدها نفر مجروح شدند، که رابطه بین شاه و شیعیان در ایران را تضعیف کرد..

### ظهور خمینی
خمینی اعلام کرد که شاه «در صدد نابودی اسلام در ایران برآمده» و علناً شاه را «یک مرد بدبخت نگون‌بخت» خواند. در پی دستگیری خمینی در ۱۵ خرداد ۱۳۴۲، سه روز شورش عمده در سراسر ایران بروز کرد، و حامیان خمینی مدعی شدند که ۱۵٬۰۰۰ نفر توسط پلیس کشته شده‌اند. خمینی دستگیر شد و ۸ ماه در بازداشت خانگی نگه داشته شد. او پس از رهایی به تحریکات خود علیه شاه، محکوم کردن همکاری نزدیک حکومت با اسرائیل و کاپیتولاسیون‌های آن — دادن مصونیت دیپلماتیک به مستشاران نظامی و کارکنان حکومتی آمریکایی در ایران — ادامه داد. خمینی در آذر ۱۳۴۳ دوباره دستگیر شد و به تبعید فرستاده شد که تا زمان انقلاب به مدت ۱۴ سال در آن به سر برد.
در پی آن یک دوره «آرامش بدون رضایت» آمد. جنبش نوپای اسلامی با وجود سرکوب سیاسی، شروع به تضعیف ایده «غربی سازی به عنوان ترقی» که پایه حکومت سکولار شاه بود و شکل‌دادن به ایدئولوژی انقلاب کرد. ایده غرب‌زدگی جلال آل احمد– این که فرهنگ غربی طاعون یا سرمستی ای است که باید حذف شود؛ ; بینش علی شریعتی از اسلام به عنوان آزادیبخش جهان سوم از استعمار، استعمار نو، و سرمایه‌داری ظالم؛ و بازگویی‌های مشهور شده مرتضی مطهری از آیین شیعه، همگی پراکنده شدند و شنونده، خواننده و هوادار جمع کردند. مهم‌تر از همه، خمینی موعظه می‌کرد که قیام، و مخصوصاً شهادت، علیه بی عدالتی و استبداد بخشی از اسلام شیعه است، و این که مسلمانان باید نفوذ هم سرمایه‌داری و هم کمونیسم را با شعار نه شرقی، نه غربی -جمهوری اسلامی! رد کنند.

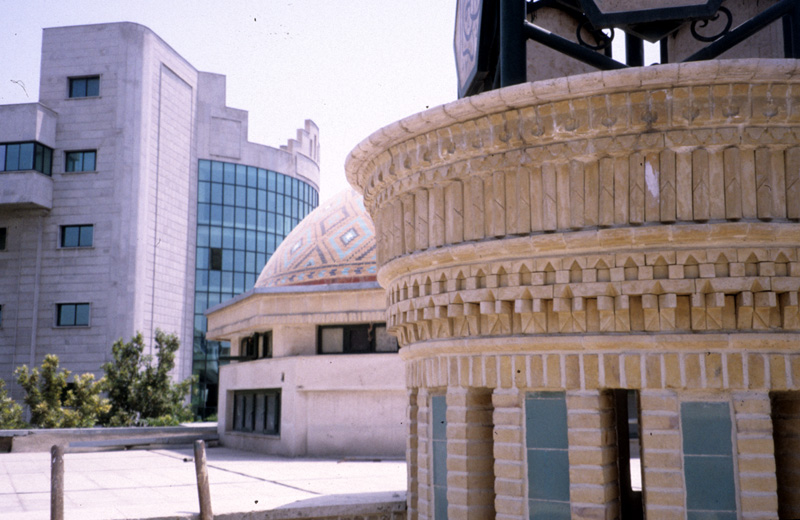
یکی از بیمارستان‌های بزرگ تهران به نام اسلامگرای چپگرا علی شریعتی نامگذاری شده‌است.

خمینی برای جایگزینی حکومت شاه ایدئولوژی ولایت فقیه را تدوین کرد، که بر این اصل استوار بود که مسلمانان - در واقع همگان - نیاز به «ولایت» به صورت حکمرانی یا سرپرستی توسط یک مجتهد دارند. چنین حکومتی اسلام را در برابر انحراف از احکام  سنتی محافظت خواهد کرد، و در انجام این کار، فقر، بی عدالتی و «غارت» سرزمین مسلمانان توسط کافران خارجی را حذف خواهد کرد. تأسیس و اطاعت از این حکومت اسلامی «در واقع یک ابراز اطاعت از خدا» بود، که نهایتاً در اسلام «از نماز و روزه مهم‌تر»، و فرمانی برای همه جهان، نه فقط محدود به ایران، بود.
در علن، خمینی بیشتر بر مشکلات اجتماعی-اقتصادی حکومت شاه (فساد، درآمد نابرابر و مسایل توسعه ای) نه بر راه حل خود برای حکومت فقهای اسلامی، تمرکز می‌کرد. او معتقد بود پروپاگاندا از سوی امپریالیسم غربی بیشتر ایرانیان را علیه حکمرانی دین سالارانه جانبدار کرده‌است. ولایت فقیه، که در سال ۱۹۷۰ منتشر شد، به‌طور گسترده در حلقه‌های مذهبی، مخصوصاً در بین طلبه‌های خمینی، شاگردان سابق و بازاریان توزیع شد. یک شبکه قدرتمند و کارامد اپوزیسیون شروع به توسعه درون ایران کرد، شبکه ای که از جمله از وعظ در مساجد استفاده می‌کرد و نوارهای سخنرانی‌های خمینی را قاچاق می‌کرد. علاوه بر این اپوزیسیون مذهبی، دانشجویان سکولار و اسلامگرای مدرنیست و چریکی چپ‌گرا بودند که داستان مقاومت خمینی را تحسین می‌کردند،
گرچه با دین سالاری او مخالفت داشتند و پس از انقلاب توسط او و پیروانش سرکوب شدند.

### سازمان‌ها و گروه‌های اپوزیسیون
گروه‌های مشروطیت‌خواه، مارکسیستی، و اسلام‌گرا با شاه مخالفت می‌کردند:
اولین نشانه‌های مخالفت در سال ۱۹۷۷ از ایرانیان لیبرال مشروطه خواه بروز کرد. این بخشی از جمعیت طبقه متوسط مستقر در شهرها و نسبتاً سکولار بود و می‌خواست که شاه به قانون اساسی مشروطه پایبند باشد تا این که حامی حکومت مذهبی باشد. در این گروه مهدی بازرگان و، گروه اسلام‌گرای میانه‌روی لیبرال نهضت آزادی ایران اش، و جبهه ملی ایران سکولارتر برجسته بودند.
روحانیت دچار شکاف بود، به کرات با لیبرال‌ها، مارکسیست‌ها و اسلام گرایان متحد می‌شد. گروه‌های گوناگون ضد شاه از خارج از ایران، بیشتر در لندن، فرانسه، عراق و ترکیه فعالیت می‌کردند. سخنرانی رهبران این گروه‌ها روی نوار کاست به ایران قاچاق می‌شد. خمینی که در تبعید در عراق بود، تلاش می‌کرد با خودداری از جزئیاتی-حداقل در علن- که ممکن بود فرقه‌ها را دچار شکاف کند اپوزیسیون سکولار، لیبرال و رادیکال را تحت رهبری خود متحد کند.
گروه‌های مارکسیست که به عنوان زائیده تهدید روس در شمال دیده می‌شدند، ممنوع بودند و بی رحمانه از سوی ابزار امنیت داخلی ساواک سرکوب می‌شدند. آنها شامل حزب کمونیستی توده ایران; دو سازمان مسلح، سازمان چریک‌های فدایی خلق ایران (OIPFG) و منشعب آن چریک‌های فدایی خلق ایران (جریان اشرف دهقانی) (IPFG) ; و برخی گروه‌های جزئی تر بود. چریک‌ها هدف شان شکست دادن حکومت پهلوی از طریق ترور و جنگ چریکی بود. گرچه آنان بخش مهمی در آشوب ۱۹۷۸ پیش از سرنگونی حکومت را ایفا کردند، سرکوب حکومت و جناح زدگی شان در نیمه اول دهه ۱۹۷۰ به طرز قابل توجهی تضعیفشان کرده بود.
متعاقباً وقتی حکومت جدید متعاقباً قدرت را به دست گرفت، در وارد آوردن تهدید جدی به آن ناکام ماندند، گرچه سازمان مجاهدین خلق ایران، یک سازمان مسلح اسلامگرا-مارکسیستی که با نفوذ روحانیت مخالف بود، با حکومت اسلامی خمینی جنگید.
اسلامگرایان به گروه‌های متعددی تقسیم شده بودند. علاوه بر مجاهدین خلق ایران نهضت آزادی ایران، اعضای مذهبی جبهه ملی ایران را در بر می‌گرفت که می‌خواست از روش‌های قانونی سیاسی علیه شاه استفاده کند؛ مهدی بازرگان و سید محمود طالقانی رهبری آنان را بر عهده داشتند.
گروه اسلامگرایی که در نهایت فائق آمد شامل هواداران اصلی خمینی بود. در میان آنان برخی اسلامگرایان مسلح خرد بودند که پس از انقلاب به عنوان سازمان مجاهدین انقلاب اسلامی به هم پیوستند. جمعیت مؤتلفه اسلامی توسط بازاریان مذهبی تأسیس شد. جامعه روحانیت مبارز متشکل از مرتضی مطهری، سید محمد بهشتی، محمدجواد باهنر، اکبر هاشمی رفسنجانی و محمد مفتح، بود که بعدها رهبران مهم جمهوری اسلامی شدند. آنان از یک رویکرد فرهنگی برای مبارزه با شاه استفاده می‌کردند.
به خاطر سرکوب داخلی، گروه‌های اپوزیسیون در خارج، نظیر کنفدراسیون جهانی محصلین و دانشجویان ایرانی-اتحادیه ملی، شاخه خارجی نهضت آزادی ایران و انجمن اسلامی دانشجویان، در انقلاب اهمیت داشتند.

## علل کلی
انقلاب ۱۳۵۷ ایران چند مشخصهٔ منحصر به فرد و قابل توجه داشت. باعث تغییر زیاد با سرعت شدید شد؛ و یک پادشاهی را با تئوکراسی مبتنی بر ولایت فقیه جایگزین کرد.

### حیرت و نبود علل مرسوم
انقلاب به خاطر حیرتی که در سرتاسر جهان ایجاد کرد یکتاست. برخی از علل رایج انقلاب‌ها که در این مورد وجود نداشت عبارتند از شکست در جنگ، بحران مالی، شورش دهقانی، بدهی ملی عظیم. ارتش ضعیف.
پنداشته می‌شد که حکومتی که این انقلاب سرنگون کرد، به شدت تحت حفاظت ارتشی با بودجهٔ زیاد و مأمورین امنیتی است. چنان‌که یک مشاهده گر نوشته‌است، تعداد اندکی بودند که انتظار داشتند که حکومت شاه که دارای حمایت بین‌المللی و ارتش ۴۰۰٬۰۰۰ نفری بود، در مواجهه با  با تظاهرکنندگان غیر مسلح در عرض چند ماه از هم بپاشد.

### علل
از جمله توضیحات ارائه شده در خصوص چرایی وقوع انقلاب و نحوهٔ وقوع آن اقدامات شاه و اشتباهات و موفقیت‌های نیروهای گوناگون سیاسی است.

#### سیاست‌ها و اشتباهات شاه
- سیاست غرب‌گرایی او، مرتبط دانسته شدن او با یک قدرت غربی (ایالات متحده آمریکا) و وجود تعارض ناشی از آن با هویت اسلامی شیعی ایران.[۴۱] برگمارده شدن او توسط متفقین و یاری گرفتن از سیا در ۱۹۵۳ برای بازگشت او به قدرت، که همگی باعث شد ایرانیان ملی‌گرا، چه مذهبی و چه سکولار،[۴۲] او را مهرهٔ غرب در نظر بگیرند؛ در این زمینه مؤثر بود.[۳][۴]
- بی‌احترامی به سنت اسلامی در تاریخ تقویم ایران در سال ۱۹۷۶ از تقویم اسلامی به شاهنشاهی که نامحبوب بود، و آغاز حکمرانی کوروش بزرگ را به جای هجرت محمد از مکه به مدینه مبدأ تاریخ قرار می‌داد. یک دفعه تاریخ از ۱۳۵۵ به ۲۵۳۵ عوض شد.[۴۳]
- اسراف، فساد و نخبه گرایی (چه آنچه واقعیت داشت و چه آنچه تصور می‌شد) سیاست‌های شاه و دربار شاهنشاهی[۵][۷][۴۴]
- ناتوانی او به جذب هوادار در بین رهبری مذهبی شیعی برای مقابله با کارزار خمینی علیه او.[۴۵][۴۶]
- تمرکز جاسوسی و سرکوب بر سازمان مجاهدین خلق ایران، حزب توده ایران، و دیگر گروه‌های چپگرا در حالی که اپوزیسیون محبوبتر مذهبی سازمان یافت، رشد کرد و تدریجاً اقتدار حکومت را تضعیف کرد.[۴۷][۴۸][۴۹]
- گرایش‌های خودکامانه که قانون اساسی مشروطه را نقض کرد،[۵۰][۵۱] از جمله سرکوب مخالفان توسط نیروهای امنیتی مثل ساواک،[۵۲] و در پی آن مماشات و ضعیف ظاهر شدن هنگامی که انقلاب در حال شتاب گرفتن بود؛[۵۳][۵۴] این ایدهٔ الکسی دو توکویل که " وقتی مردمی که به مدت طولانی با یک حکمرانی سرکوبگرانه بدون اعتراض سر کرده‌اند متوجه شود دولت در حال کاهش فشار خود است، علیه آن به پا می‌خیزد.."[۵۵]
- شکست برنامه اقتصادی بیش از حد جاه طلبانهٔ سال ۱۹۷۴ او در پاسخ به انتظارهای ایجاد شده ناشی از درآمدهای بادآوردهٔ نفتی. یک دورهٔ انقباض و افول کوتاه، و شدید اقتصادی در ۱۹۷۷–۷۸ در پی یک دوره از رشد اقتصادی قابل توجه، که به گفتهٔ کرین برینتن، دانشور انقلاب‌ها، بسی بیشتر از زمانی که «مردم برای همیشه در فقر رها شده باشند» ناامیدی‌ای می‌آفریند.[۵۶]
- تنگناها، کمبودها و تورمی که در پی تمهیدات انقباضی آمدند، حمله به بازار سیاه و کسانی که متهم به جعل کردن قیمت‌ها بودند، هم بازار و هم توده‌ها را خشمگین کرد.[۸]
- دشمن تراشی از ایرانیانی که سابقاً سیاسی نبودند، خصوصاً تجار بازارها، با ایجاد یک انحصار سیاسی تک حزبی (حزب رستاخیز) با عضویت و حق عضویت اجباری، و مداخلهٔ عمومی پرخاشگرانه در دغدغه‌های سیاسی، اقتصادی و مذهبی در زندگی مردم.[۵۷] بی‌توجهی با اعتماد به نفس بیش از حد نسبت به حکومتداری و شیفتگی به ایفای نقش سیاستمدار جهانی در جریان افزایش قیمت نفت،[۵۸] و در پی آن از دست دادن اعتماد به نفس و برنامه[۵۳] و تضعیف سلامت او در اثر سرطان[۵۹] در جریان افزوده شدن جنبش انقلاب. بیماری مرگبار شاه در آن زمان یک راز بود، ولی شاه می‌دانست در اثر سرطان رو به مرگ است، و داروهایش او را «افسرده و بی‌توجه» کرده بود. به علاوه، چندین تن از نزدیکترین مشاوران او به تازگی مرده بودند، و کارکنان کاخ آن طور که گزارش شده به‌طور دسته جمعی در تابستان ۱۹۷۸ اخراج شده بودند.[۶۰]

#### ناکامی‌ها و موفقیت‌های دیگر نیروهای سیاسی و فرهنگی ایرانی
- اعتماد به نفس، جذبه و مهم‌تر از همه توانایی روح‌الله خمینی بر جلب توجه توده‌ها با قرار دادن خود در جای پای حسین بن علی امام محبوب شیعه، و نمایاندن شاه به عنوان نسخه امروزین یزید مستبد منفور و دشمن حسین.[۶۱] همچنین خمینی وقتی که در پاریس و دور از ایران بود جای خالی حجت بن الحسن غایب را پر کرد، پیام‌هایش را از طریق نواب خاص فرستاد.[۶۲] بدین ترتیب باعث شد میلیون‌ها نفر او را به عنوان چهره ای ناجی ببینند،[۶۳] و الهام بخش صدها تن برای نیل به شهادت با جنگ با رژیم شد.
- موفقیت اسلامگرایان مدرنیست ابوالحسن بنی‌صدر و علی شریعتی در نمودن یک ایدیولوژی اسلامی که «مدرن، لیبرال و جذاب» به نظر می‌رسید و با این ترتیب در بین بسیاری از طبقه متوسط ایران خریدار پیدا کرد.[۶۴]
- اعتماد بیش از حد سکولاریست‌ها و مسلمانان مدرنیست، لیبرال‌ها و چپگرایان، به قدرت و توانایی شان در کنترل انقلاب،[۶۵] باور به این که «آخوند نمی‌تواند دولت را اداره کند و قدرت را به دیگران خواهد سپرد» تا جایی که «حتی مخالفان اسلامگرایان در ابتدا رهبری آنان بر انقلاب را پذیرفتند»،[۶۶] و ناکامی در پیش‌بینی «سیطره کامل خمینی بر انقلاب ایران» و عدم مطالعهٔ مکتوبات او و تلاش برای فهم اهداف حقیقی او.[۶۷]
- چرخه چهل روزه (اربعین) عزاداری شیعه که کشتگان تظاهرات قبلی را با تظاهرات خیابانی جدید گرامی می‌داشت و بدین ترتیب احساسات ضد شاه را ماه‌ها مستحکم و پراکنده می‌کرد.[۶۰]
- هوشمندی سید روح‌الله خمینی در کسب حمایت این لیبرال‌ها و چپگرایان وقتی برای براندازی شاه به آنان نیاز داشت با رو نکردن دستش و اجتناب از موضوعاتی که قصد داشت پیاده شان کند (مانند حکومت روحانیون یا ولایت فقیه) ولی می‌دانست باعث برهم زدن توافق‌ها با متحدین مسلمان مدرن تر و سکولارترش می‌شد.[۶۸]
- هوشمندی و جنب و جوش سازمان دهندگان خمینی در ایران که از نیروهای امنیتی شاه هوشمندانه تر عمل کردند و با نبوغ تاکتیکی شان حمایت گسترده به دست آوردند و ایرانیان را متقاعد کردند نیروهای امنیتی شاه بیش از آنچه واقعاً بودند سبعانه و خشونت‌آمیز برخورد می‌کنند.[۶۹]

#### ناکامی‌ها و موفقیت‌های نیروهای خارجی
- سیاست‌های حکومت آمریکا، که با سرنگونی حکومت ایران در سال ۱۳۳۲ به نیابت از شاه، به ساختن چهرهٔ «عروسک خیمه شب بازی» آمریکا از او کمک کرد ولی با تحت فشار قرار دادن شاه به آزادسازی ممکن است انقلاب را کلید زده باشد و نهایتاً با ناکامی در تشخیص ماهیت انقلاب (مخصوصا اهداف خمینی) رادیکالیسم آن را به اوج رساند در واکنش سریعی به آن نداد.[۷۰][۷۱][۷۲]
- از میان رفتن حمایت از شاه در بین رسانه‌های و سیاستمداران غربی مخصوصاً در دولت رئیس‌جمهور آمریکا جیمی کارتر—در نتیجهٔ حمایت شاه از افزایش قیمت نفت از سوی اوپک.[۷۳]
- خیانت آمریکاییان و خارجیان به اعتقاد برخی. از جمله آنانی که نیروهای آمریکایی و غربی را برای سقوط رژیم شاه سرزنش می‌کنند دبیرکل سرویس اطلاعاتی فرانسه است که ادعا کرد جیمی کارتر `رئیس‌جمهور آمریکا تصمیم گرفت شاه را جایگزین کند؛[۷۴] یکی از ژنرال‌های شاه، که ادعا کرد آمریکا دم شاه را گرفت و مثل یک موش مرده او را به تبعید انداخت.[۷۵] و تبعیدیان ایرانی که در کالیفرنیای جنوبی از آنان ارزیابی صورت گرفته.[۷۶] مورخان معمولاً این باورها را به عنوان مثال‌هایی از این که ایرانیان مخالف انقلاب ترجیح می‌دهند نیروهای خارجی را به جای هموطنان خود سرزنش کنند ذکر می‌کنند نه به عنوان دلایل منطقی انقلاب.[۷۷]
- یکی دیگر از نظریه‌های توطئه این است که رابرت هایزر، قایم مقام نیروهای آمریکایی در اروپا به ایران رفت تا ارتش ایران را تشویق کند یا از دولت جدید بختیار حمایت کنند یا دست به کودتا بزنند. نمایندگان نیروهای انقلابی با او تماس گرفتند و برایش روشن کردند که اگر آمریکا نمی‌خواهد کارکنانش آسیب ببینند یا سلاح‌های پیشرفته به دست چریک‌های غیرقابل کنترل مسلح حامی شوروی بیفتد، بهتر است ارتش به نیروهای مردمی انقلابی تسلیم شود. بدین ترتیب، به گفته سپهر ذبیح هویر بین کارکنان/دارایی آمریکایی و متحد استراتژیک آمریکا در خلیج فارس مخیر به انتخاب بود و این توضیح می‌دهد که چرا مأموریت هایزر به ایران با انحلال ارتش شاهنشاهی در روزهای پایانی انقلاب همراه شد.[۷۸] همچنین استدلال شده که انقلاب نمی‌توانست بدون سطحی از حمایت درون ارتش ایران موفق شود.[۷۹]
- سیاست‌های اوپک که به منظور ایجاد یک جبهه متحد برای سود بردن از افزایش قیمت نفت اعضا را از نزاع درونی بین اعضا بازمی‌داشت. اوپک ایران و عراق را واداشت مسایل خود را با هم حل کنند که باعث شد روابط بین این دو کشور در دهه ۱۹۷۰ نسبتاً خوب باشد. در سال ۱۹۷۸ شاه از صدام حسین معاون وقت رئیس‌جمهور عراق درخواست کرد که خمینی را-که ۱۵ سال بود در عراق زندگی می‌کرد-از این کشور اخراج کند. صدام در سایهٔ روابط خوب با ایران و این که خمینی آشکارا حامی رژیم وقت عراق نبود موافقت کرد. خمینی از این زمان به فرانسه نقل مکان کرد و توانست انقلاب نوپای اسلامی را بهتر هماهنگ کند. روح‌الله خمینی با استفاده از فضای باز مطبوعات و مصاحبه‌های متعدد، در مدت کوتاهی، به راحتی توانست اندیشه‌ها و آرمانهای خود را به گوش ایرانیان و جهانیان برساند.

### تردیدها در مورد علل
فرضیه چارلز کرزمن، نویسنده «انقلاب غیرقابل‌باور» در ایران، این است که توضیحات ارائه‌شده توسط ناظران برای این که چرا انقلاب رخ داده‌است "تنها تا حدی" معتبر "است و" هرچه به مردمی که انقلاب را انجام داده‌اند، گوش فرا دهیم اتفاقات غیرمنتظره بیشتری می‌یابیم. "
کرزمن به این اشاره می‌کند که یک توضیح برای براندازی شاه- چرخه ۴۰ روزه (اربعین) یادبود مرگ معترضان در ۱۷ ژوئن ۱۹۷۸، نصف سال پیش از اوج انقلاب متوقف شد. رهبران مذهبی میانه‌رو مانند محمدکاظم شریعتمداری خواستار آرامش و اعتصاب در خانه ماندن شدند که باعث جلوگیری از تلفات بیشتر در ۴۰ روز بعد شد.کرزمن همچنین استدلال می‌کند که مراسم سوگواری در ایران فقط یک‌بار پیش از این اقدامی سیاسی بوده‌است.
آیا می‌شد در اوایل سال ۱۹۷۷ گفت که چون فرهنگ ایران شامل یک چرخه سوگواری چهل روزه می‌شود، این کشور بیشتر از کشورهای دیگر محتمل است که دست‌خوش انقلاب شود؟ فکر نمی‌کنم. در عوض، یک ناظر بااطلاع احتمالاً ذکر می‌کرد که این چرخه عزاداری تنها یک‌بار در تاریخ ایران، در ۱۹۶۳، به منظور اعتراض مورد استفاده قرار گرفته‌است و این جنبش به هیچ جایی نرسیده‌است.
ایده الکسی دوتوکویل که «پیشرفت فزاینده مداوم، به جای آرام کردن مردم، در همه جا روحیه ناآرامی ایجاد کرده‌است»، توسط چندین ناظر به عنوان توضیحی برای شورش ۷۹–۱۹۷۸ ارائه شده‌است.اما این ایده توضیح نمی‌دهد که چرا در رکود اقتصادی سال ۱۹۷۵–۷۶ هنگامی که بیکاری و تورم در سطوح مشابه سال ۱۹۷۸ بود، فعالیت اعتراضی بسیار کمی وجود داشته‌است.علاوه بر این، مناطق "دارای حکومت خودکامه با رشد بالاً در دهه‌های ۱۹۷۰ و ۱۹۸۰ - ونزوئلا، الجزایر، نیجریه، عراق - هم علی‌رغم این حقیقت که آن کشورها هم از مشکلات ثروت نفت (فساد، بدهی، تقلب و سرکوب) رنج می‌بردند، به وضوح فاقد انقلابات بودند. با این حال، ایده دیگر توکویل این است که " زمانی که مردمی که یک قانون ظالمانه را در طول یک دوره طولانی بدون اعتراض تحمل کرده‌اند، ناگهان حکومت فشار خود را کم می‌کند، و به نظر می‌رسد که این غیرمنتظره بودن را حل می‌کند.
دلیل دیگر، یا دلیل نسبی، برای تردید آزادسازی شاه به عنوان نتیجه از تشویق رئیس‌جمهور جیمی کارتر است. کرزمن اشاره می‌کند که "حتی با ورود شاه به واشینگتن" برای یک دیدار دولتی در اواخر سال ۱۹۷۷، " مدارای جزئی او با فعالیت مخالفان از بین رفت." … در نوامبر ۱۹۷۷، همان‌طور که شاه سعی در جلب نظر جیمی کارتر کرد، لیبرال‌ها در حالت عقب‌نشینی بودند."
یک نویسنده دیگر به نام «موژان مؤمن» این که کارتر می‌توانست جز بی اعتنایی به سیاست حقوق بشر خود کاری برای شاه انجام دهد یا چیزی بگوید را زیر سؤال می‌برد — چرا که «دخالت مستقیم آمریکا تنها باعث افزایش خشم» علیه شاهِ همسوی آمریکا می‌شد.